# Nambokucsó
A nambokucsó (南北朝, Hepburn-átírással: Nambokucho vagy Nanbokucho, 'északi és déli udvar') 1337-től 1392-ig terjedő időszak Japán történelmében. Az Asikaga Takaudzsi sógun által elűzött Go-Daigo császár 1337 januárjában alapította meg a „déli udvart” (a Kiotótól délre eső Josinóban), miután Takaudzsi egy évvel előbb Kiotóban trónra ültette Kómjót (Kómjó a 13. századi Go-Fukakusza császár leszármazottja volt, Go-Daigo pedig Go-Fukakusza öccséé, Kamejama császáré). A kettős császárságnak az vetett véget, hogy 1392-ben, Go-Komacu trónra lépésekor ő és az Asikagák Muromacsi-bakufuja garantálta: eztán az „idősebb” és a „fiatalabb” ág, vagyis az északi és a déli udvar felváltva fog uralkodni. Az ígéretből semmi sem lett: Akihito is az azóta folyamatosan regnáló északi udvar, az idősebb ág sarja. (1911-ben mellesleg paradox politikai kérdés lett a dologból: a Meidzsi-restauráció szellemében az iskolai tankönyvek a sógunátussal szembehelyezkedő déli udvart „jogosították”, ehhez azonban Meidzsi császár jóváhagyása is kellett volna, aki viszont minden felmenőjével egyetemben természetesen az északit testesítette meg.)